# Bloodred Massacre
Bloodred Massacre est le quatrième album studio du groupe de brutal death metal allemand Fleshcrawl. Il est sorti en 1997.
Albums de Fleshcrawl
Bloodsoul As Blood Rains from the Sky... We Walk the Path of Endless Fire

## Line-up
- Sven Gross : chant.
- Stefan Hanus : guitare.
- Mike Hanus : guitare et basse.
- Bastian Herzog : batterie et chœurs.

## Liste des chansons de l'album
1. Hellspawn - 3:59.
2. Dark Dimension - 4:39.
3. Bloodred Massacre - 3:39.
4. Awaitin' The End - 5:17.
5. The Messenger - 3:00.
6. Through The Veil Of Dawn - 2:56.
7. Necrophiliac - 3:34 (reprise de Slayer).
8. Beyond Belief - 5:04.
9. Slaughter At Dawn - 1:27.